# بريماريت (إزار)
بريماريت هي بلدية في إزار في جنوب شرق فرنسا.